# Pep Munné
Josep Munné i Suriñà, dit Pep Munné, né à Barcelone le 3 juillet 1953, est un acteur catalan et ancien joueur de football espagnol.

## Biographie
Pep Munné grandit dans le quartier barcelonais de Sant Andreu, sous la dictature franquiste. Il est le fils du footballeur Josep Munné i Sampere.
Dans sa jeunesse, il est joueur au FC Barcelone, puis intègre Rayo Vallecano de Madrid, puis le RCD Majorque en deuxième division pendant la saison 1971-1972. Son père, José Munné Sempere (1926-1978), est également un joueur professionnel (à l'Espanyol et au Real Valladolid).
Pep Munné entame sa carrière artistique dans la comédie musicale Godspell, de John-Michael Tebelak.
Il tourne au cinéma et joue au théâtre, puis participe au casting de plusieurs séries télévisées, en catalan et en castillan, notamment Zoo (2008), El cor de la ciutat, Bandolera  et La Casa de papel (2019).
Il fait également partie de la distribution de la série de Netflix Smiley (2022), où joue également l'attaquant du Rayo Vallenaco Cedrick Mugisha, et dans laquelle il est doublé dans la version française par l'acteur Nicolas Marié.
En 2024, il interprète le personnage de Sacerdote dans le film  La Vierge rouge de Paula Ortiz qui retrace la vie de la jeune militante féministe Hildegart Rodríguez Carballeira, cousine du pianiste Pepito Arriola, assassinée par sa mère Aurora à Madrid en 1933.

## Filmographie notable
- 1976: Le Continent fantastique de Juan Piquer Simón : André
- 1980 : La Fille à la culotte d'or de Vicente Aranda : Luis Forest jeune
- 2003 : Pas si grave de Bernard Rapp : Ramon
- 2009 : El niño pez de Lucía Puenzo : le juge Bronté
- 2024: La Vierge rouge de Paula Ortiz : Sacerdote